# ۲۳ مارینا

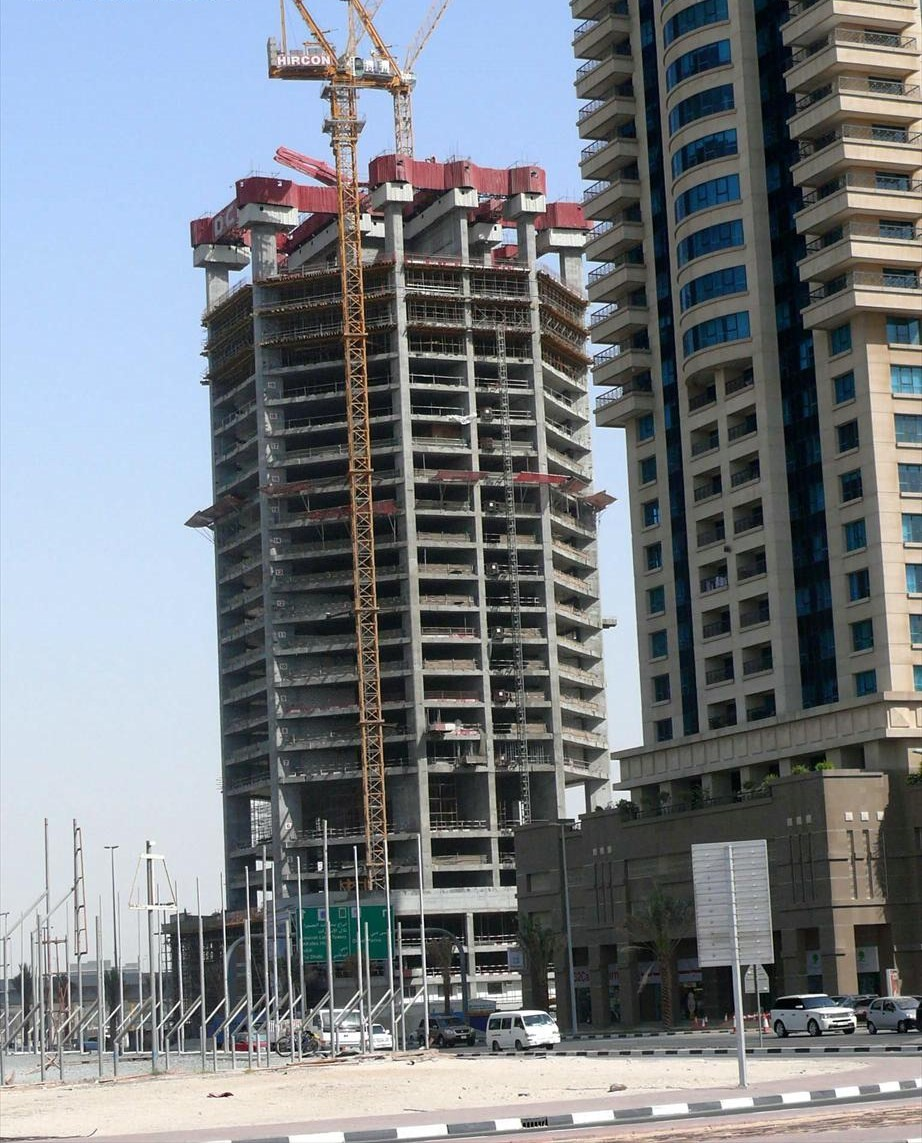
۲۳ مارینا

۲۳ مارینا (به انگلیسی: 23 Marina) آسمان‌خراش ۶۲ طبقه به ارتفاع ۳۹۵ متر (۱٬۲۹۶ فوت)، با کاربری مسکونی است، که در شهر دبی، امارات متحده عربی مستقر می‌باشد. پروژه ساخت این ساختمان در سال ۲۰۰۶ آغاز شد و در سال ۲۰۱۲ تکمیل و افتتاح گردید.